# Kreblitz
Kreblitz (niedersorbisch Kśawlica) ist ein Ortsteil der Stadt Luckau im Landkreis Dahme-Spreewald in Brandenburg. Bis zum 31. Dezember 1999 war Kreblitz eine eigenständige Gemeinde.

## Lage
Kreblitz liegt in der Niederlausitz. Benachbarte Orte sind Kasel-Golzig und dessen Gemeindeteil Zauche im Norden, Duben mit den Gemeindeteilen Kaden, Alteno und Freiimfelde im Osten, Schollen, die Stadt Luckau und Gießmannsdorf im Süden, Rüdingsdorf im Westen sowie Jetsch (zu Kasel-Golzig) im Nordwesten. Durch den Ort verlaufen die Kreisstraßen 6137 und 6139, durch letztere ist Kreblitz an die circa einen Kilometer westlich verlaufenden Bundesstraße 96 angebunden. Das Luckauer Stadtzentrum liegt circa 5,5 Kilometer entfernt.

## Geschichte und Etymologie
Der Ort Kreblitz wurde erstmals am 3. Mai 1228 als Crawelitz urkundlich erwähnt, als es zu einer gerichtlichen Auseinandersetzung zwischen dem Pfarrer Wasmundus de Crawelitz und dem Bischof von Meißen im Kloster Dobrilugk kam. Der Namensursprung ist schwer zu deuten, so wird zum einen ein Zusammenhang zu der Pflanze Kerbel hergestellt, der Ortsname könnte allerdings auch von einem slawischen Namen abstammen. Eine weitere urkundliche Erwähnung als Krewelicz findet sich in einer Lehnsurkunde vom 16. Mai 1417, mit der der Landvogt Hans von Polenz dem Luckauer Bürger Moller die Gerichtsbarkeit übertrug. Eine weitere Übertragung von fünf Hufen fand im Jahr 1532 durch den Landvogt Graf Schlick an die Kiekb(p)usch statt. Allerdings hielten sie nicht lange den Ort, denn bereits 1538 erfolgte eine erneute Übertragung an eine Familie Kuchler aus Luckau. Im westlichen Bereich entstand ein Rittergut.
Um 1700 übernahm die Familie derer von Stutterheim das Gut. Im Zuge des Wiener Kongresses von 1815 wurde die Niederlausitz preußisch, das Markgraftum aufgelöst und das Gebiet der Niederlausitz einschließlich des Ortes Kreblitz kam zur Provinz Brandenburg. 1831 gab es eine Mühle im Ort. Die Machtverhältnisse hatten sich jedoch zwischenzeitlich geändert. So erschien zum einen ein Starkscher Anteil sowie ein Gertscher Anteil am Gut. Anfang des 19. Jahrhunderts mussten beide Teile Konkurs anmelden und wurden von der Standesherrschaft derer von Solms-Baruth wieder zusammengeführt. Zwischen 1860 und 1870 entstand ein neues Schulgebäude.
Nach dem Ende des Zweiten Weltkrieges wurde der letzte Gutsbesitzer Paarmann enteignet und die Flächen an Neubauern vergeben. Seit 1952 gehörte Kreblitz zum Kreis Luckau im Bezirk Cottbus. Mit Wirkung zum 23. Februar 1953 gründete sich eine LPG vom Typ I, die sich 1968 mit einer weiteren, zwischenzeitlich gegründeten LPG zusammenschloss. Vom 25. Mai 1992 bis zum 30. Dezember 1999 bildete die Gemeinde Kreblitz zusammen mit 15 weiteren Gemeinden und der Stadt Luckau das Amt Luckau. Am 31. Dezember 1999 wurde Kreblitz zusammen mit fünf weiteren Orten in die Stadt Luckau eingegliedert.

### Bevölkerungsentwicklung
| 1875 | 248 | 1890 | 245 | 1910 | 239 |
| 1925 | 261 | 1933 | 259 | 1939 | 218 |
| 1946 | 322 | 1950 | 296 | 1964 | 255 |
| 1971 | 230 | 1981 | 231 | 1985 | 219 |
| 1989 | 218 | 1995 | 219 | 1998 | 214 |
| 2014 | 164 | 2020 | 162 |      |     |

## Sehenswürdigkeiten und Kultur

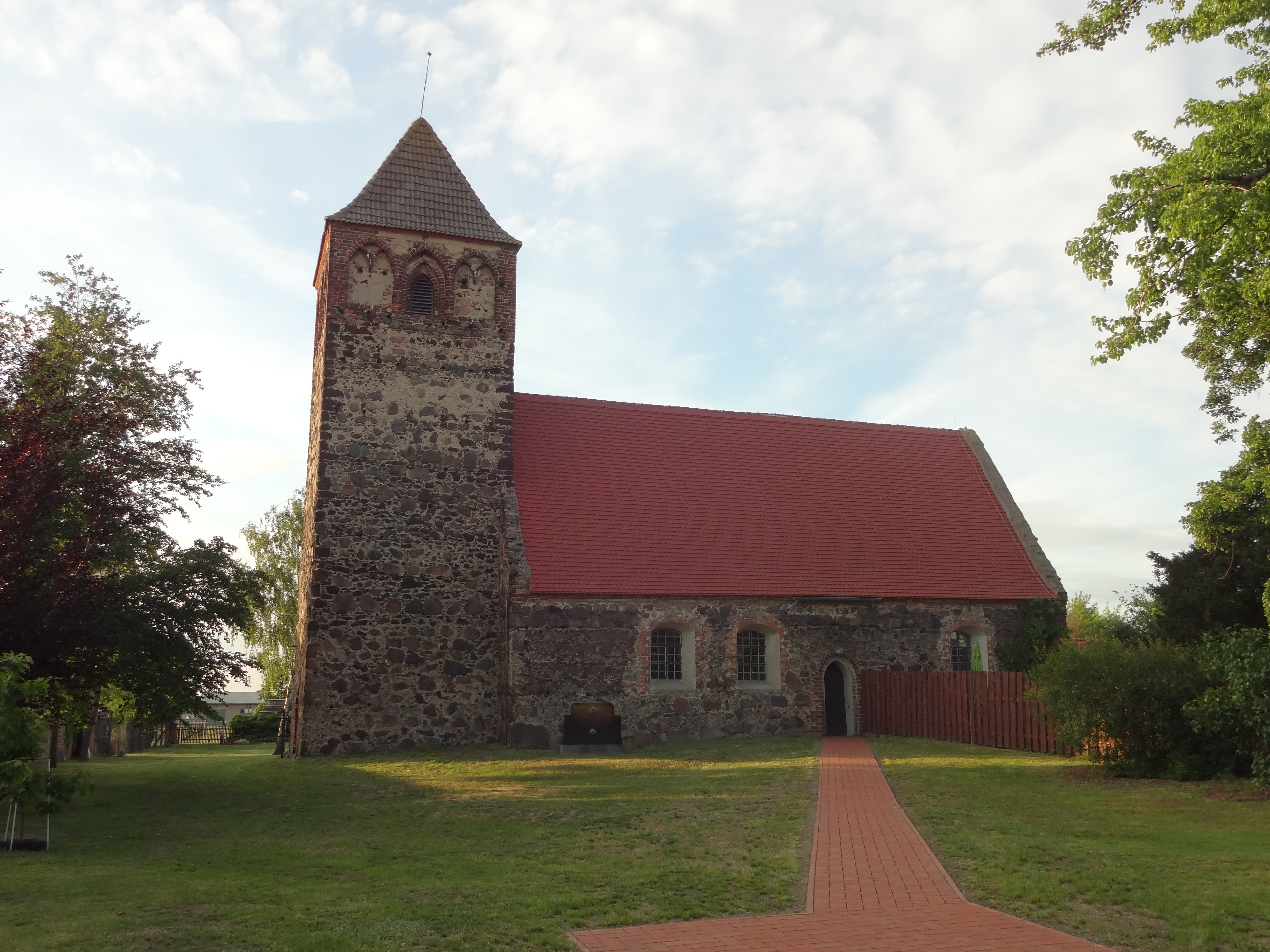
Dorfkirche Kreblitz

- Die Dorfkirche Kreblitz ist eine Feldsteinkirche aus der Mitte des 14. Jahrhunderts. Im Innern steht unter anderem ein Kanzelaltar aus dem Anfang des 18. Jahrhunderts. Zur weiteren Kirchenausstattung zählt ein barocker Taufengel aus dem Jahr 1713.